# Thomas Linley senior
Thomas Linley senior (* 17. Januar 1733 in Wells, Somerset; † 19. November 1795 in Westminster, London) war ein englischer Musiker und Bühnenkomponist.

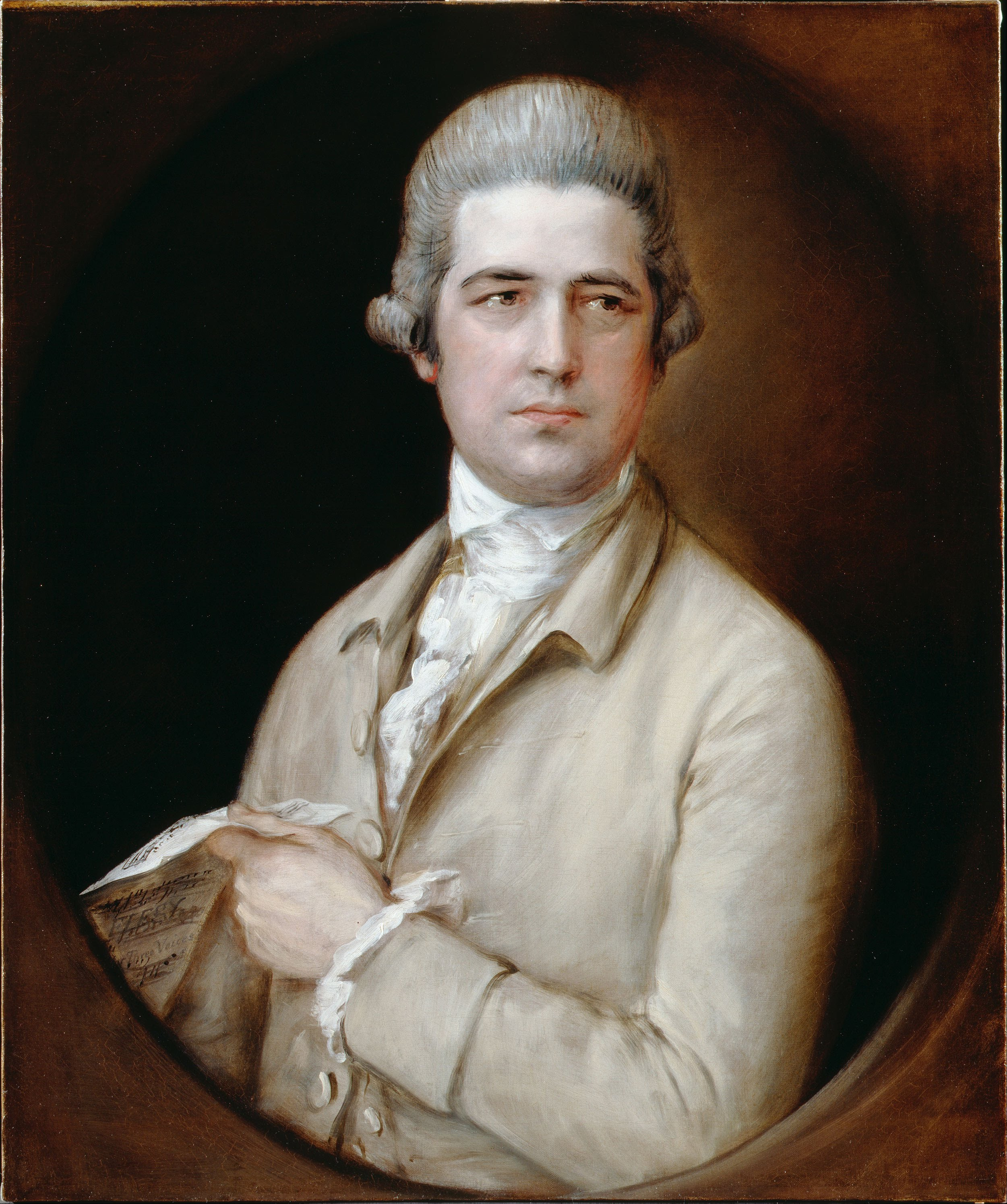
Thomas Linley senior, gemalt von Thomas Gainsborough

## Leben
Thomas Linley studierte Orgel an der Bath Abbey bei Thomas Chilcot und arbeitete in der Stadt Bath als Musiklehrer. Er spielte eine wichtige Rolle in Baths Musikszene unter anderem organisierte er Oratorienkonzerte. Von 1776 an war er fünfzehn Jahre lang musikalischer Leiter und Miteigentümer am Drury Lane Theatre in London. 1777 wurde er Mitglied der Royal Society of Musicians.
Seine Frau Mary Johnson und er hatten zwölf Kinder, von denen sieben eine musikalische Laufbahn einschlugen, darunter sein Sohn Thomas Linley junior als bekanntester. Die Töchter Elizabeth Ann (* 1754), Mary (* 1758) und Maria (* 1763) waren bereits im frühen Jugendalter beachtete Sängerinnen und Schauspielerinnen; sein Sohn Samuel (* 1760) war ein talentierter Oboist, ging dann aber zur See. Thomas Linley junior spielte schon im Alter von sieben Jahren Violinkonzerte und wurde bald anerkannter Komponist.
Von seinen Kindern überlebten ihn nur drei. Thomas Linley senior starb, nach finanziellen und gesundheitlichen Problemen, im November 1795 in London.